# يوجين بال
يوجين بال (بالإنجليزية: Eugene Ball)‏ هو عازف جاز وملحن أسترالي، ولد في 12 أكتوبر 1972.

## وصلات خارجية
- الموقع الرسمي
- يوجين بال على موقع ميوزك برينز (الإنجليزية)
- يوجين بال على موقع ديسكوغز (الإنجليزية)